# Reinhold Heil
Pour les articles homonymes, voir Heil.
Reinhold Heil est un compositeur allemand de musiques de films, né le 18 mai 1954 à Schlüchtern.

## Filmographie

### Cinéma
- 1984 : Baby
- 1992 : Börsday Blues
- 1997 : Go for Gold!
- 1997 : Les Rêveurs (Winterschläfer)
- 1998 : Cours, Lola, cours ! (Lola rennt)
- 2000 : Der Tote Taucher im Wald
- 2000 : I Love You, Baby
- 2000 : La Princesse et le Guerrier (Der Krieger und die Kaiserin)
- 2001 : Sex trouble (Tangled)
- 2002 : Nick Knatterton - Der Film
- 2002 : Photo Obsession (One Hour Photo)
- 2003 : Swimming Upstream
- 2004 : True
- 2004 : La Isla
- 2005 : Deck Dogz
- 2005 : Sophie Scholl - les derniers jours
- 2005 : Land of the Dead
- 2005 : La Crypte
- 2006 : Paris, je t'aime
- 2009 : L'Enquête (The International) de Tom Tykwer
- 2010 : Demain, quand la guerre a commencé (Tomorrow, When the War Began) de Stuart Beattie
- 2011 : Killer Elite
- 2012 : Cloud Atlas de Tom Tykwer et Andy et Lana Wachowski

### Télévision
- 1984 : Tatort - Zweierlei Blut
- 1996 : Das Erste Mal
- 1998 : Hauptsache Leben
- 1999 : Tatort - Offene Rechnung
- 2002 : Big Shot : Confession d'un bookmaker (Big Shot: Confessions of a Campus Bookie), d'Ernest R. Dickerson
- 2002 : Bang bang t'es mort
- 2002 : FBI : Portés disparus ("Without a Trace")
- 2004 : Volonté de fer (Iron Jawed Angels)
- 2004 : Deadwood
- 2004 : Dornröschens leiser Tod
- 2015 : Deutschland 83
- 2016 : Berlin Station

## Distinctions
- Austin Film Critics Association Awards 2012 : meilleure musique de film pour Cloud Atlas
- Houston Film Critics Society Awards 2013 : meilleure musique de film pour Cloud Atlas